# 밀라노 악기 박물관
시립 악기 박물관(이탈리아어: Civico Museo degli Strumenti Musicali)은 이탈리아 밀라노에 위치한 악기 박물관으로, 15세기부터 20세기까지의 악기 700여 점이 전시되어 있다.

## 전시
밀라노가 위치한 롬바르디아 지방의 악기를 중점적으로 소개하고 있으며, 소장품 가운데서는 발현악기, 롬바르디아와 크레모나의 바이올린, 목관악기 (플루트, 오보에, 클라리넷, 잉글리시호른 등), 바순, 피아노, 옛 오르간 등이 있다. 롬바르디아 크레모나의 악기공은 뛰어난 품질로 세계적으로 이름이 높다. 이와 함께 1983년 폐관한 '라디오 밀라노 음악 스튜디오' (Studio di fonologia Musicale di Radio Milano)의 전자음악 장비도 전시되어 있다.
2000년 안토니오 몬치노 재단 (Fondazione Antonio Monzino)의 기증으로 18세기~20세기 악기 79점이 소장품으로 추가되었다. 이 악기들은 몬치노 일가에서 수집한 것으로, 롬바르디아 지방에서 활동한 악기공들의 전통기술을 잘 보여주고 있다.
박물관 자체는 스포르체스코성 내부에 위치해 있으며 스포르체스코성 미술관, 고미술 박물관, 응용미술 전시관, 이집트 박물관 (밀라노 고고학 박물관) 등이 같은 구역 내에 있어 함께 둘러볼 수 있다.

## 사진

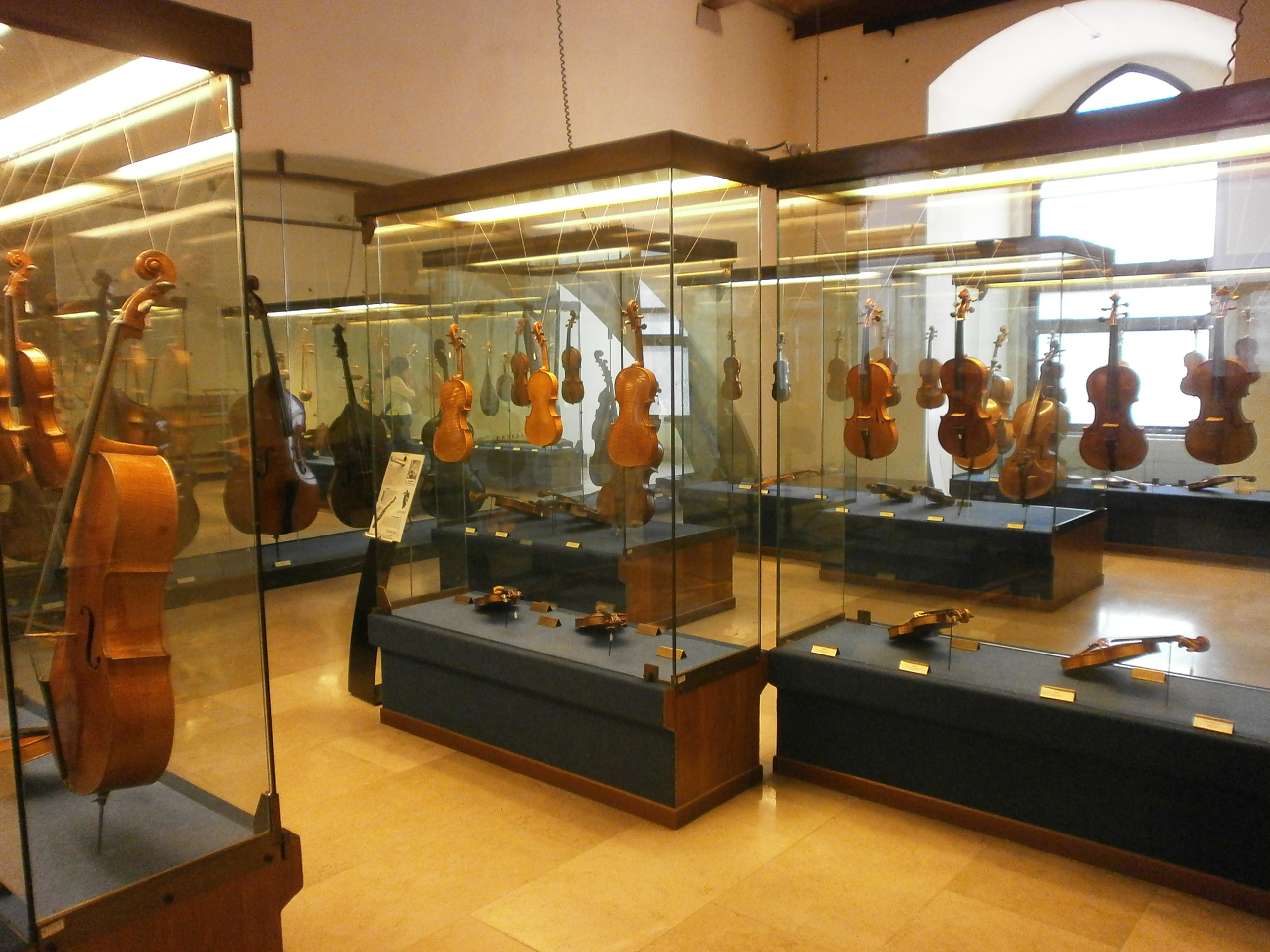
박물관 전시실
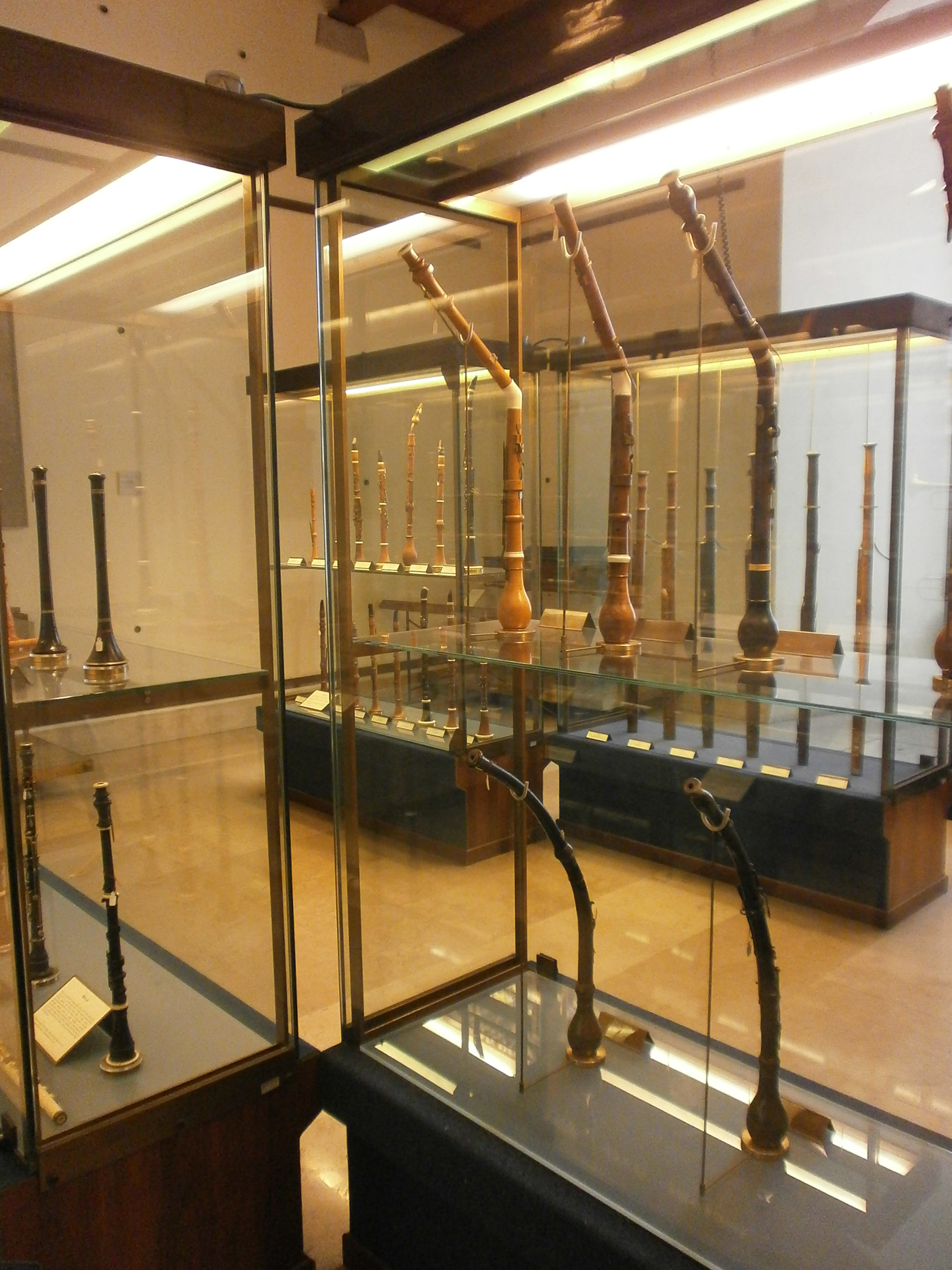
관악기 전시실
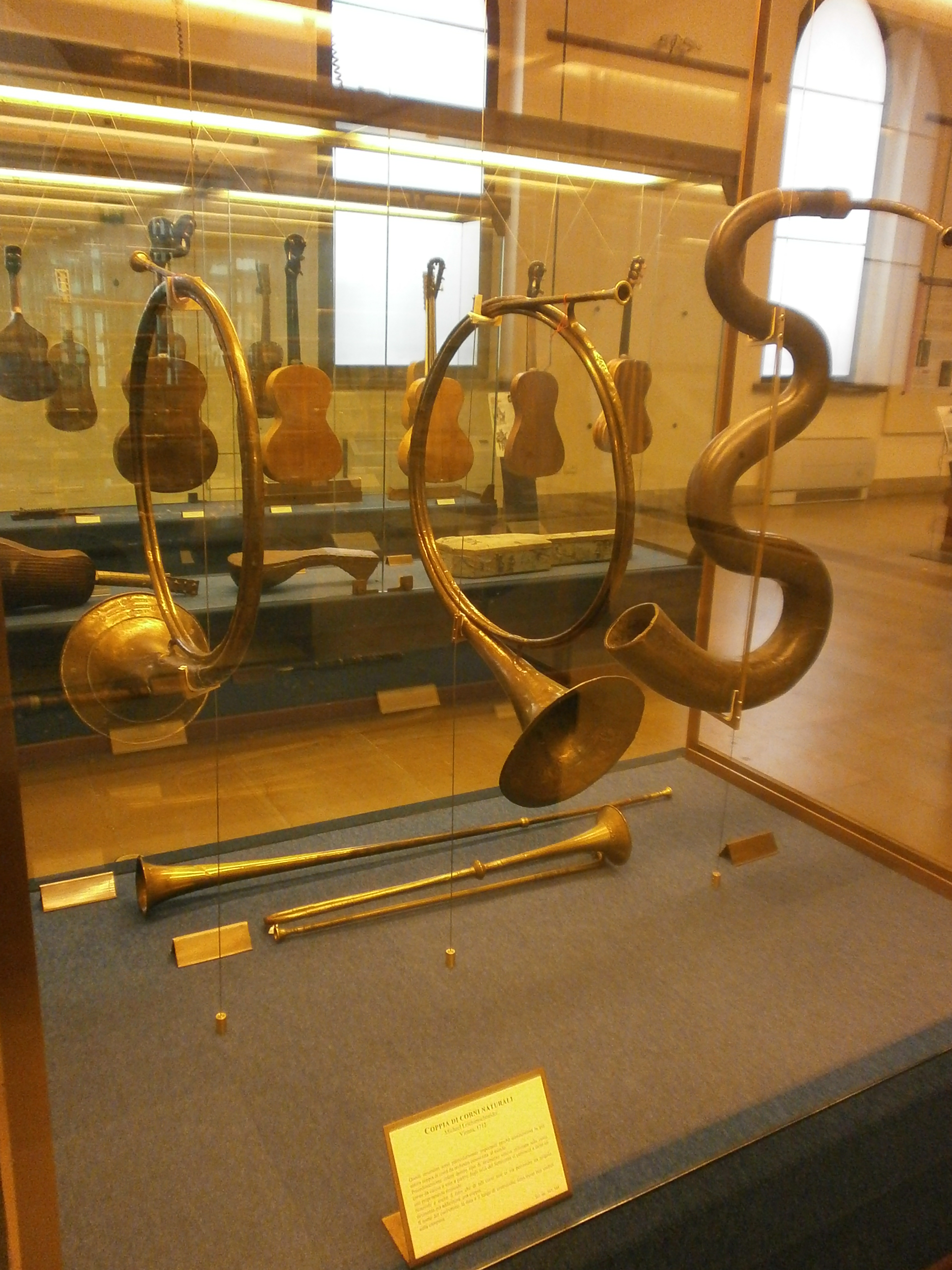
미하엘 라이함슈나이더의 호른 (1712년)
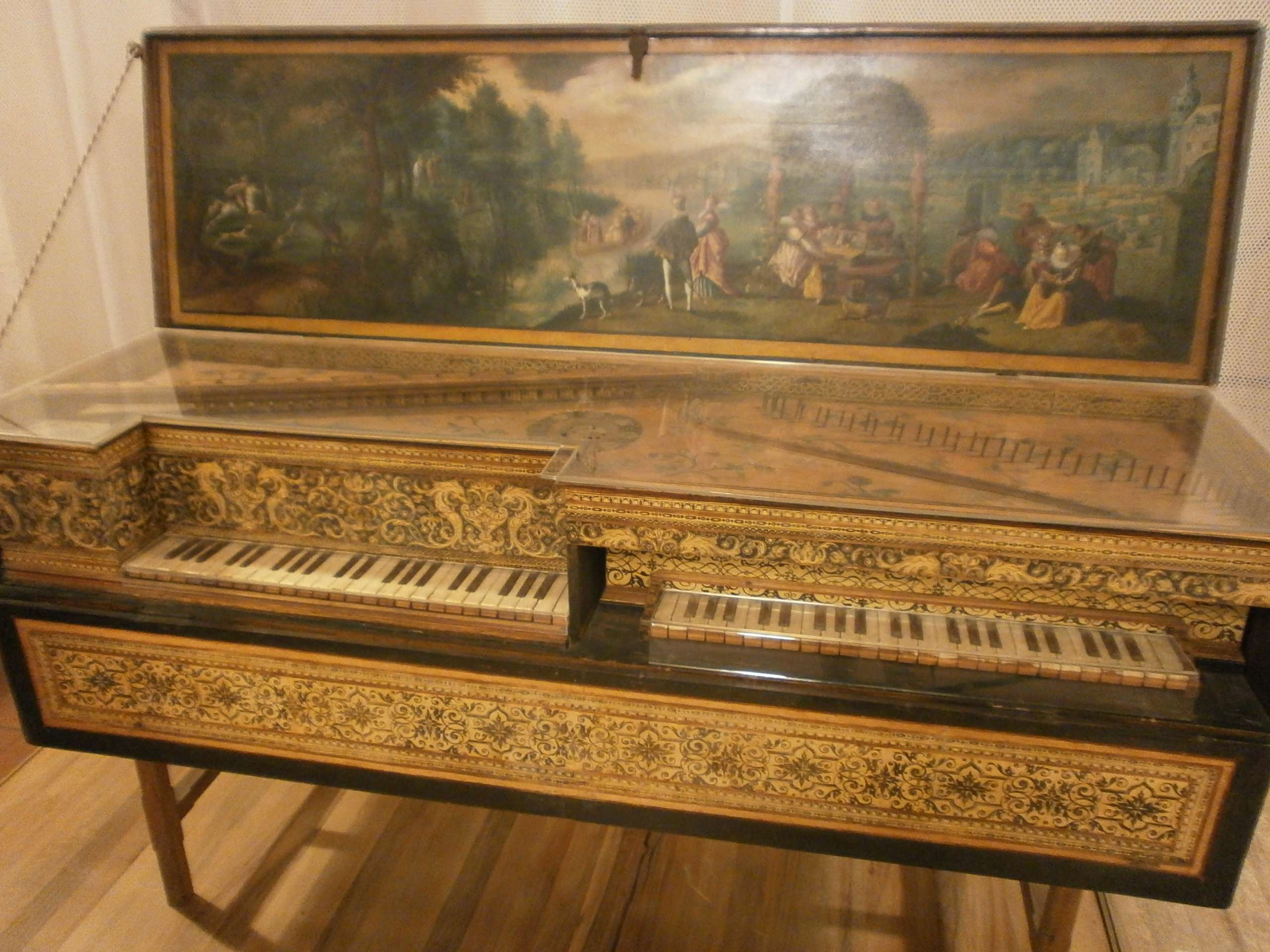
안트베르펜 요아네스 뤼커스의 버지널 (1600년)
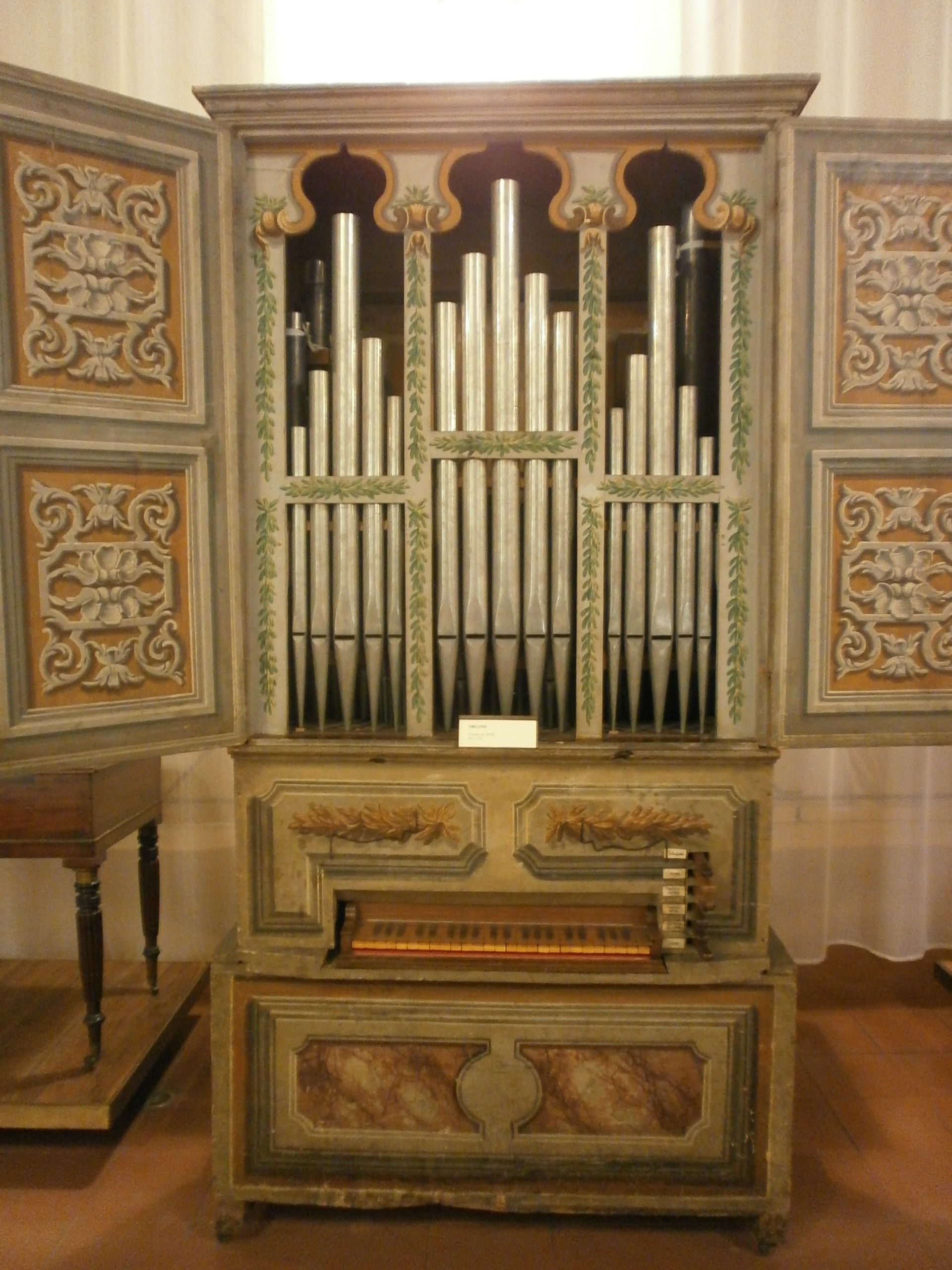
18세기 토스카나 지방의 오르간
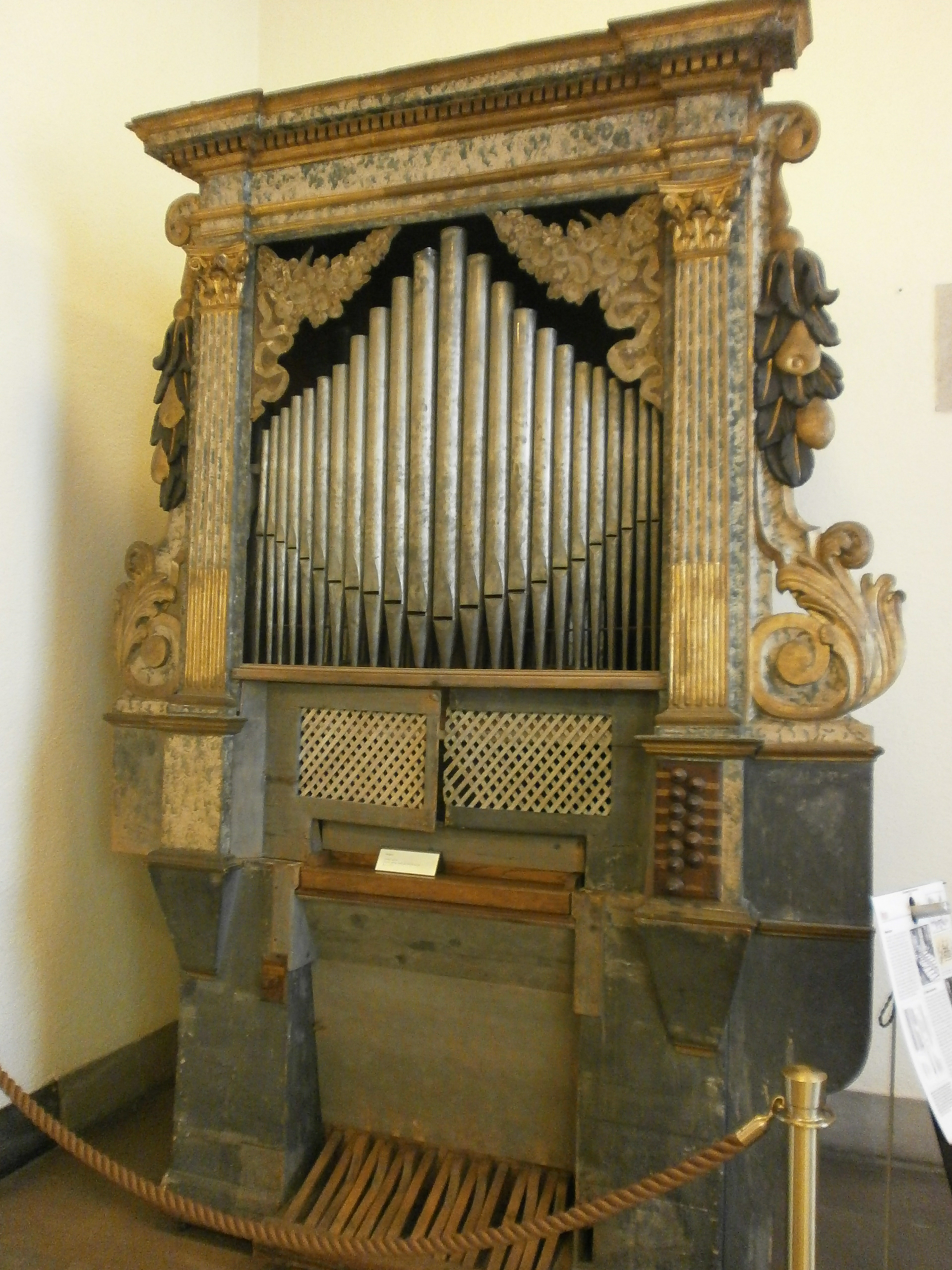
18세기 에밀리아 지방의 오르간
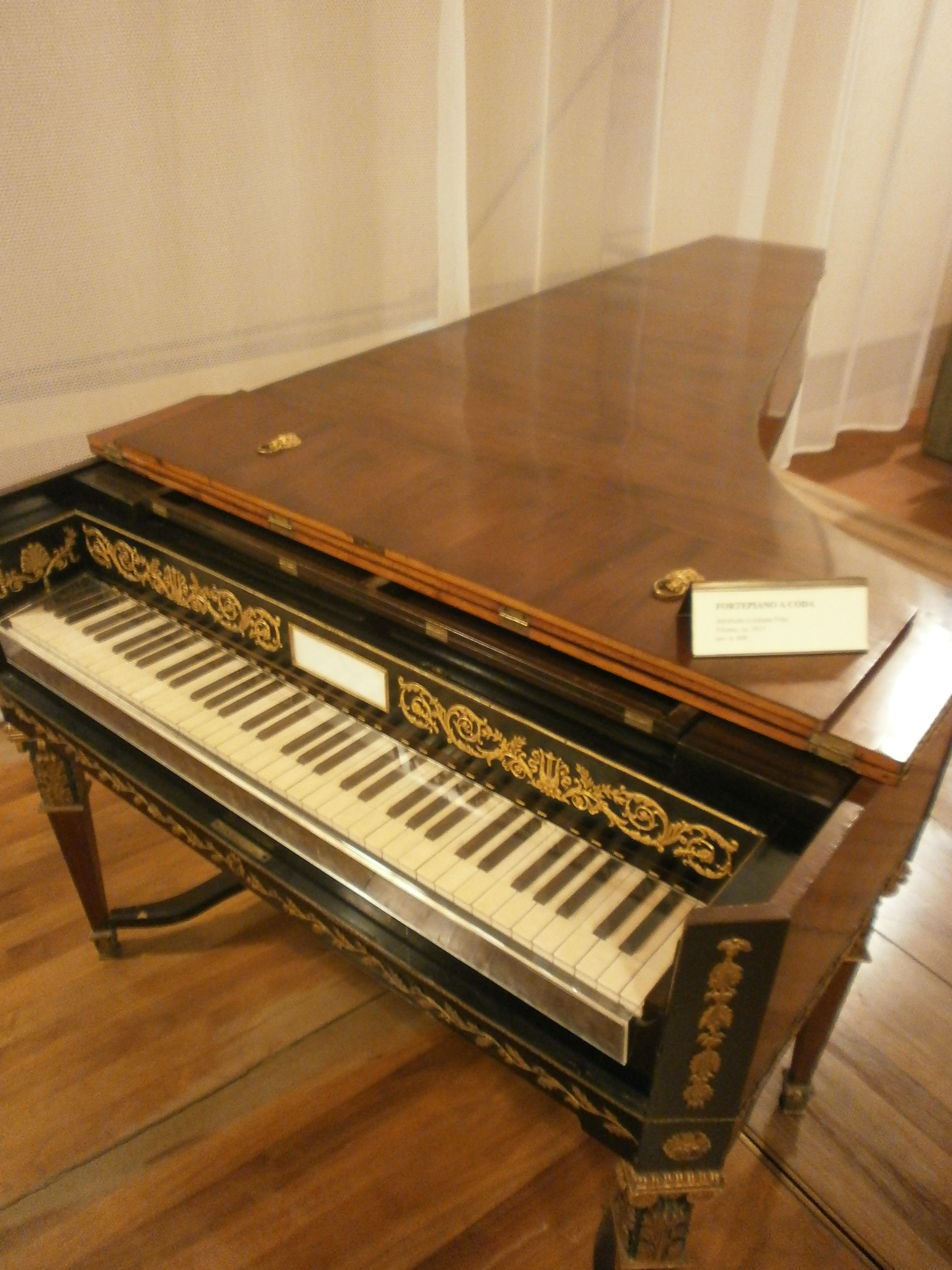
1815년 빈 요한 프리츠의 피아노
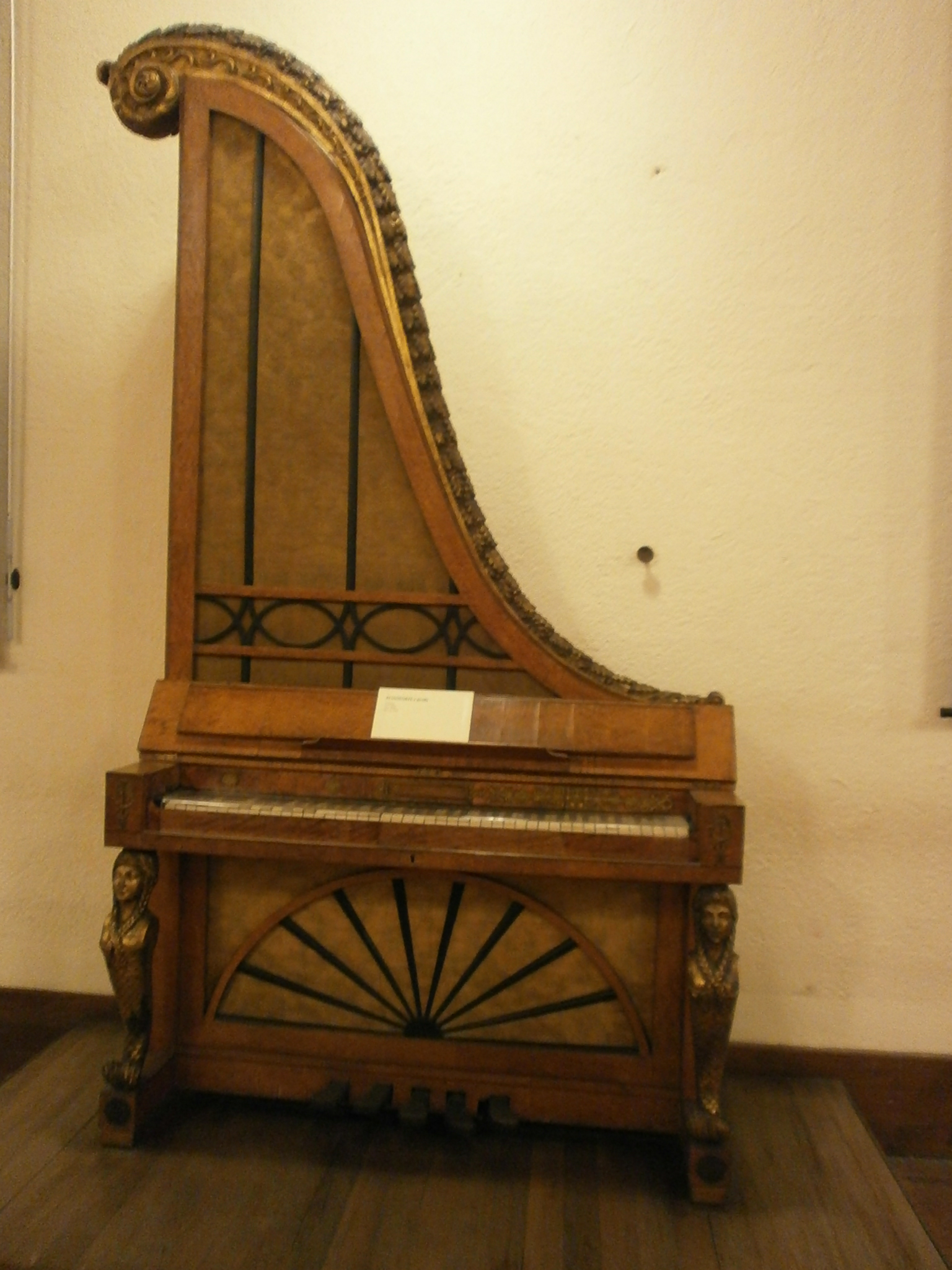
19세기 빈의 기린 피아노
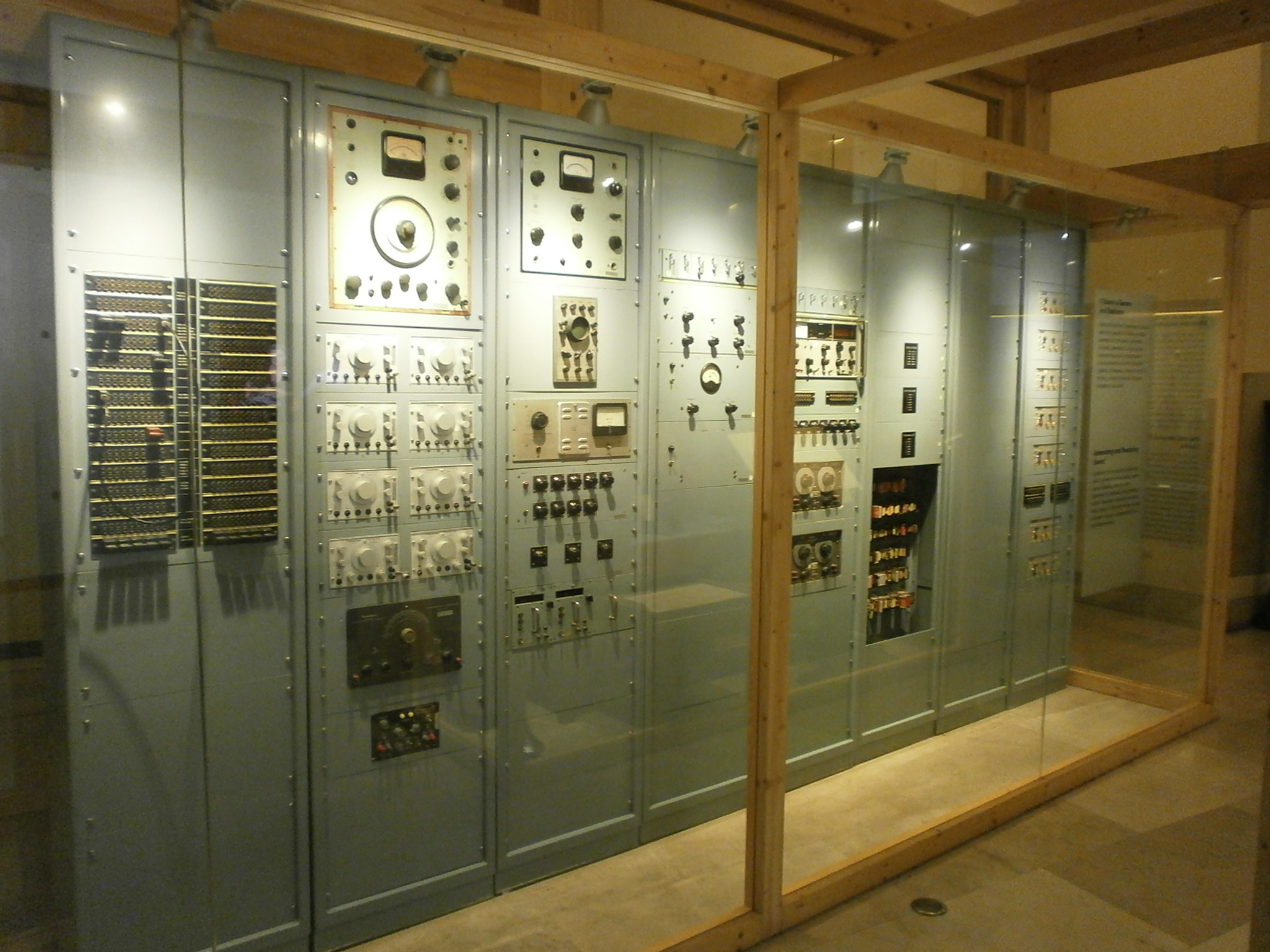
신디사이저
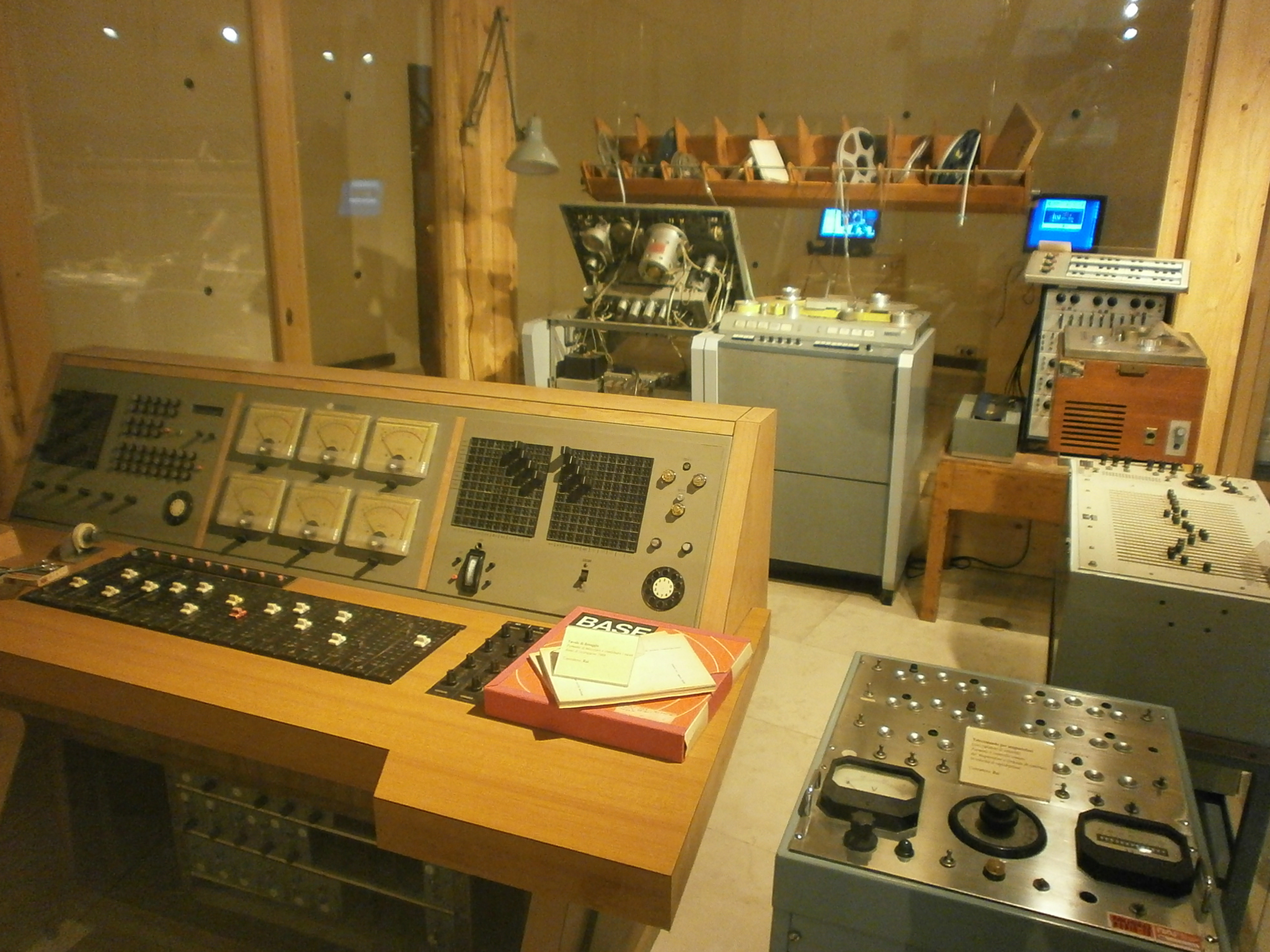
오디오 콘솔

## 같이 보기
- 스포르체스코성